# Peter Mullan
Pour les articles homonymes, voir Mullan.
Peter Mullan, né le 2 novembre 1959 à Peterhead en Écosse, est un acteur, réalisateur et scénariste britannique.

## Biographie
Cinquième enfant d'une famille de huit, Peter grandit dans une famille ouvrière de Cardonald, une banlieue populaire de Glasgow. La violence et l'alcoolisme de son père vont profondément marquer l'enfance du jeune Peter. Malgré une adolescence agitée, Peter suit une brillante scolarité et décide de s'orienter vers des études théâtrales. Il fait ses débuts de comédien au sein de compagnies politiquement engagées qui donnent des représentations dans des prisons et dans les quartiers défavorisés de Glasgow.
À l'âge de 19 ans, il souhaite passer à la mise en scène mais son échec au concours d'entrée de la National Film School, enterre son espoir de devenir cinéaste. Il se consacre donc désormais à sa carrière de comédien en enchainant des petits rôles dans des productions prestigieuses : Riff-Raff (1990) de Ken Loach, Petits meurtres entre amis (1994), Braveheart (1995) ou encore Trainspotting (1996). En 1997, Ken Loach lui propose le premier rôle dans My Name Is Joe, film qui lui ouvre les voies du succès grâce à son interprétation d'un chômeur qui tente de sortir de l'enfer de l'alcool. Il remporte d'ailleurs le prix d'interprétation masculine à l'unanimité lors du Festival de Cannes 1998.
Sa soudaine notoriété permet à Peter Mullan de voir son premier long métrage : Orphans, qu'il avait réalisé en 1997, être enfin distribué (il avait déjà réalisé auparavant trois courts métrages, Close, Good Days for Bad Guys et Fridge).
Tout en continuant une carrière d'acteur (il joue dans Mauvaise Passe de Michel Blanc, Ordinary Decent Criminal de Thaddeus O'Sullivan, Mademoiselle Julie de Mike Figgis et Rédemption de Michael Winterbottom), Mullan réalise The Magdalene Sisters en 2003. Ce second long métrage reçoit le Lion d'Or du Festival de Venise, mais déclenche une polémique à la suite des protestations du Vatican qui voit le film comme un brûlot anticlérical[réf. nécessaire].
On retrouve ensuite Peter Mullan à l'affiche de films aussi divers que : Kiss Of Life, Young Adam, Criminal, Une belle journée, Les Fils de l'homme, La Dernière Légion ou Harry Potter et les Reliques de la Mort. Mais Mullan se distingue particulièrement dans des films tels que Boy A de John Crowley (2007) et Tyrannosaur de Paddy Considine (2011) dans lequel il interprète un vieil alcoolique au comportement violent et désespéré, rôle qui semble hanter sa carrière d'acteur[réf. nécessaire].
En 2010, Mullan réalise Neds, son troisième film dont le thème est largement autobiographique et dans lequel il interprète le père alcoolique du héros. Cette même année, il est par ailleurs engagé par David Yates pour incarner le Mangemort Yaxley dans la première partie du film Harry Potter et les Reliques de la Mort, adaptation cinématographique d'une partie du septième tome de la saga littéraire Harry Potter, créée et écrite par J. K. Rowling.
En 2012, il passe au petit écran avec la série britannique The Fear sur Channel 4, avant de collaborer en 2013 avec Jane Campion pour sa mini-série Top of the Lake, une coproduction de la BBC avec Sundance Channel aux États-Unis et UKTV en Australie.
En 2022, l'acteur apparait dans la série Le Seigneur des Anneaux : Les Anneaux de Pouvoir, incarnant le roi Nain Durin III, père du prince Durin IV.

## Filmographie

### Acteur

#### Cinéma

##### Longs métrages
- 1990 : The Big Man de David Leland : Vince
- 1991 : Riff-Raff de Ken Loach : Jake
- 1994 : Petits meurtres entre amis (Shallow Grave) de Danny Boyle : Andy
- 1995 : Braveheart de Mel Gibson : Veteran
- 1996 : Trainspotting de Danny Boyle : Swanney
- 1997 : Le Mystère des fées : Une histoire vraie (FairyTale: A True Story) de Charles Sturridge : Sergent Farmer
- 1998 : My Name Is Joe de Ken Loach : Joe Kavanagh
- 1999 : Mademoiselle Julie (Miss Julie) de Mike Figgis : Jean
- 1999 : Mauvaise Passe de Michel Blanc : Le mari de Patricia
- 2000 : Ordinary Decent Criminal de Thaddeus O'Sullivan : Stevie
- 2000 : Rédemption (The Claim) de Michael Winterbottom : Daniel Dillon
- 2001 : Session 9 de Brad Anderson : Gordon Fleming
- 2002 : The Magdalene Sisters de Peter Mullan : Mr. O'Connor
- 2003 : Young Adam de David Mackenzie : Les Gault
- 2003 : Kiss of Life d'Emily Young : John
- 2004 : Kono yo no sotoe - Club Shinchugun de Junji Sakamoto : Jim
- 2004 : Criminal de Gregory Jacobs : William Hannigan
- 2004 : Blinded de Eleanor Yule : Francis Black
- 2005 : Une belle journée (On a Clear Day) de Gaby Dellal : Frank
- 2006 : Cargo de Clive Gordon : Brookes
- 2006 : Les Fils de l'homme (Children of Men) de Alfonso Cuaron : Syd
- 2006 : True North de Steve Hudson : Riley
- 2007 : La Dernière Légion (The Last Legion) de Doug Lefler : Odoacer
- 2007 : Boy A de John Crowley : Terry
- 2008 : Stone of Destiny de Charles Martin Smith : Le père de Ian
- 2009 : The Red Riding Trilogy : 1974 de Julian Jarrold : Martin Laws
- 2009 : The Red Riding Trilogy : 1980 de James Marsh : Martin Laws
- 2009 : The Red Riding Trilogy : 1983 de Anand Tucker : Martin Laws
- 2010 : Neds de Peter Mullan : Père McGill
- 2010 et 2011 : Harry Potter et les Reliques de la Mort (Harry Potter and the Deathly Hallows) de David Yates : Yaxley
- 2011 : Tyrannosaur de Paddy Considine : Joseph
- 2011 : Cheval de guerre (War Horse) de Steven Spielberg : Ted Narracott
- 2012 : The Man inside de Dan Turner : Gordon Sinclair
- 2012 : The Last Hitman : 24 heures en enfer (The Liability) de Craig Viveiros : Peter
- 2013 : Welcome to the Punch (Punch 119) d'Eran Creevy : Roy Edwards
- 2013 : Sunshine on Leith de Dexter Fletcher : Rab
- 2014 : Hercule (Hercules) de Brett Ratner : Sitacles
- 2015 : Hector de Jake Gavin : Hector McAdam
- 2017 : Hostiles de Scott Cooper : Lieutenant colonel Ross McCowan
- 2018 : Mowgli : La Légende de la jungle (Mowgli: Legend of the Jungle) d'Andy Serkis : Akela (voix et capture de mouvement)
- 2018 : Pearl d'Elsa Amiel
- 2018 : Keepers (The Vanishing) de Kristoffer Nyholm : Thomas Marshall

##### Courts métrages
- 1992 : Sealladh de Douglas MacKinnon : Sim
- 1993 : Close de Peter Mullan : Vincent
- 1995 : Good Day for the Bad Guys de Peter Mullan : John
- 1997 : Poor Angels de Ian Madden : Gordon
- 1998 : Duck de Kenneth Glenaan : Mick
- 2004 : Waves de Claudia Alessandra Marcello : Lui

#### Télévision

##### Séries télévisées
- 2004 : Marnie et le Livre ancestral : Michael Scot
- 2008 : Tueur d'État (The Fixer) : Lenny Douglas
- 2012 : The Fear : Richie Beckett
- 2013 : Top of the Lake : Matt Mitcham
- 2014 : Lily's Driftwood Bay : Salty Dog
- 2014 : Olive Kitteridge : Jim O'Casey
- 2016 : Quarry : The Broker
- 2016-2019 : Mum : Michael (18 épisodes)
- 2017 : Ozark : Jacob Snell
- 2017 : Gunpowder : Henry Garnet
- 2018 : Westworld : James Delos
- 2022 : Le Seigneur des Anneaux : Les Anneaux de Pouvoir : Roi Nain Durin III
- 2023 : Liaison : Richard Banks
- 2025 : Outlander: Blood of My Blood : Jacob le rouge MacKenzie

##### Téléfilms
- 1988 : The Steamie : Andy
- 1990 : Opium Eaters : Willy
- 1990 : Your Cheatin' Heart : Tonto
- 1991 : Jute City : Mallet
- 1995 : Ruffian Hearts : Chez
- 1996 : Nightlife : Billy
- 1997 : Bogwoman : Barry
- 2003 : This Little Life : Consultant
- 2007 : The Trial of Tony Blair : Gordon Brown

### Réalisateur
- 1993 : Close (court métrage)
- 1995 : Good Day for the Bad Guys (court métrage)
- 1995 : Fridge (court métrage)
- 1996-1997 : Cardiac Arrest (série télévisée)
- 1997 : Orphans
- 2002 : The Magdalene Sisters
- 2010 : Neds

### Scénariste
- 1992 :  Bunch of Five (série télévisée) : épisode Miles Better
- 1993 : Close (court métrage)  de Peter Mullan
- 1995 : Good Day for the Bad Guys (court métrage)  de Peter Mullan
- 1995 : Fridge (court métrage) de Peter Mullan
- 1997 : Orphans de Peter Mullan
- 2002 : The Magdalene Sisters de Peter Mullan
- 2010 : Neds de Peter Mullan

## Distinctions

### Récompenses
- Festival international du film documentaire et du court métrage de Bilbao 1995 : Grand prix pour Fridge
- Festival international du court métrage de Palm Springs 1996 : Prix du jury pour Fridge
- Festival international du court métrage d'Uppsala 1996 : Honorable Mention pour Fridge
- Festival international du film de Gijón 1998 : Grand prix Asturias pour Orphans
- Mostra de Venise 1998 : Cult Network Italia Prize, Isvema Award, Kodak Award et Prix Pierrot pour Orphans
- Festival de Cannes 1998 : Prix d'interprétation masculine pour My Name Is Joe
- Festival international de Valladolid 1998 : Prix : meilleur acteur pour My Name Is Joe
- Empire Awards 1999 du meilleur acteur britannique pour My Name Is Joe
- London Critics Circle Film Awards 1999 de la révélation de l'année pour My Name Is Joe
- Festival Premiers Plans d'Angers 1999 : Prix du jury européen pour Orphans
- Festival du film de Paris 1999 : Grand prix pour Orphans
- Evening Standard British Film Awards 2000 : meilleur espoir pour Orphans
- Mostra de Venise 2002 : Lion d'or pour The Magdalene Sisters
- European Union MEDIA Prize 2002 : Prix MEDIA pour The Magdalene Sisters
- Festival international du film de Ljubljana 2002 : Prix du public pour The Magdalene Sisters
- Festival du film Nuits noires de Tallinn 2002 : Prix des critiques estoniens pour The Magdalene Sisters
- Festival international du film de Toronto 2002 : Discovery Award pour The Magdalene Sisters
- Festival international du film de Durban 2003 : Prix du public pour The Magdalene Sisters
- Festival international du film de Newport 2003 : Prix du jury pour The Magdalene Sisters
- Festival du film de Nantucket 2003 : Prix du public pour The Magdalene Sisters
- San Diego Film Critics Society Awards 2003 : meilleur scénario pour The Magdalene Sisters
- London Critics Circle Film Awards 2004 du réalisateur britannique de l'année pour The Magdalene Sisters
- Festival international du film de Saint-Sébastien 2010 : Coquille d'or pour Neds
- BAFTA Scotland Awards 2011 : meilleur réalisateur et : meilleur scénario pour Neds
- Festival du film de Sundance 2011 : Prix spécial du jury de la meilleure interprétation pour Tyrannosaur (partagé avec Olivia Colman)
- Festival 2 cinéma de Valenciennes 2012 : Prix d'interprétation masculine pour Tyrannosaur
- BAFTA Scotland 2016 : Meilleur acteur pour Hector

### Nominations
- BAFTA Scotland Awards 1997 : meilleure série dramatique pour Cardiac Arrest
- British Independent Film Awards 1998 :
  - Meilleur acteur britannique pour My Name Is Joe
  - Meilleur scénario original et Douglas Hickox Award pour Orphans
- European Film Awards 1998 : acteur européen de l'année pour My Name Is Joe
- London Critics Circle Film Awards 1999 de l'acteur britannique de l'année pour My Name Is Joe
- British Independent Film Award 2000 : meilleur acteur pour Mademoiselle Julie
- British Academy Film Awards 2002 : Alexander Korda Award du meilleur film britannique et meilleur scénario original pour The Magdalene Sisters
- British Independent Film Awards 2003 : meilleur scénario pour The Magdalene Sisters
- César 2004 : meilleur film de l'Union européenne pour The Magdalene Sisters
- Directors Guild of Great Britain Awards 2004 de la meilleure réalisation d'un film britannique pour The Magdalene Sisters
- Independent Spirit Awards 2004 : meilleur film étranger pour The Magdalene Sisters
- London Critics Circle Film Awards 2004 : scénariste britannique de l'année pour The Magdalene Sisters
- Robert 2004 : meilleur film non-américain pour The Magdalene Sisters
- BAFTA Scotland Awards 2008 : meilleur acteur à la télévision pour Boy A
- Writers' Guild of Great Britain Awards 2011 : meilleur scénario pour Neds
- British Independent Film Awards 2011 : meilleur acteur pour Tyrannosaur
- Evening Standard British Film Awards 2012 : meilleur acteur pour Tyrannosaur
- London Critics Circle Film Awards 2012 : acteur britannique de l'année pour Tyrannosaur et Cheval de guerre
- Chlotrudis Awards 2013 : meilleur acteur pour Tyrannosaur
- Critics' Choice Television Awards 2013 : meilleur acteur dans un second rôle dans une mini-série pour Top of the Lake
- Primetime Emmy Awards 2013 : meilleur acteur dans un second rôle dans une mini-série pour Top of the Lake

## Voix francophones
En version française, Peter Mullan est dans un premier temps doublé à deux reprises par Gabriel Le Doze dans My Name Is Joe et Rédemption, ainsi qu'à titre exceptionnel par Joël Zaffarano dans Ordinary Decent Criminal et Gérard Darier dans Session 9.
Le doublant en 2006 dans Les Fils de l'homme  et en 2013 dans Top of the Lake, José Luccioni devient la voix régulière de Peter Mullan entre 2016 et 2021, le doublant dans Quarry, Ozark, Hostiles, Westworld et The North Water (en).
En parallèle, Peter Mullan est notamment doublé par Patrick Raynal à cinq reprises (Neds, Cheval de guerre, Hercule, Mowgli et Baghead) mais aussi à deux occasions par Philippe Catoire dans Cursed : La Rebelle et Le Seigneur des anneaux : Les Anneaux de pouvoir. À titre exceptionnel, il est doublé par Marc Alfos dans La Dernière Légion, Stefan Godin dans Olive Kitteridge, Jérôme Keen dans Tommy's Honour et François Siener dans Gunpowder.